# Коней-Мару
Коней-Мару (Konei Maru) – транспортне судно, яке під час Другої світової війни взяло участь у операціях японських збройних сил в архіпелазі Бісмарка. 
Вантажо-пасажирське судно Коней-Мару спорудили в 1930 році на верфі Mitsui Bussan на замовлення компанії Yamasina Kisen.  
27 листопада 1943-го судно у складі конвою № 1272 вийшло з Труку (важлива база на сході Каролінських островів, котра до лютого 1944-го відігравала ключову роль у підтримці японських сил на цілому ряді архіпелагів) до розташованого в архіпелазі Бісмарка Рабаулу, з якого вже майже два роки провадились операції на Соломонових островах.
1 грудня в районі за три з половиною сотні кілометрів північніше від островів Адміралтейства (та за дев’ятсот кілометрів на південний захід від Труку) підводний човен Peto випустив по конвою шість торпед, три з яких влучили в Коней-Мару. Судно затонуло, при цьому загинули 39 членів екіпажу. Кораблі ескорту контратакували субмарину глибинними бомбами, проте не змогли вразити її.